# تنظيم القاعدة في تركيا
تنظيم القاعدة في تركيا (بالتركية : El-Kaide'nin Türkiye yapılanması) أو القاعدة التركية هي منظمة سلفية جهادية مسلحة في تركيا.

## التاريخ
تأسس التنظيم الذي يقوده أكتاش بعد عودة حبيب أكتاش الذي ذهب إلى أفغانستان قبل هجمات 11 سبتمبر وتواصل مع تنظيم القاعدة، وعاد إلى تركيا بعد الهجمات.